# 车站镇 (夏邑县)
车站镇，是中华人民共和国河南省商丘市夏邑县下辖的一个乡镇级行政单位。

## 行政区划
车站镇下辖以下地区：
车站村、沈庄村、朱楼村、秦院村、良种场村、杏园村、牛王固村、陈洼村、秦集村、赵庄村、王合寺楼村、杨营村、李公庄村、吴寨村、管庄村、侯楼村、老家村、红山庙村、张楼村、魏楼村、秦楼村、王武庙村、老窝村、堤圈村、薛庄村、兴隆村、小王楼村、大庄东村、大庄西村和火神阁村。